# Louis-Marie Ling Mangkhanekhoun
Louis-Marie Ling kardinál Mangkhanekhoun (* 8. dubna 1944, Bonha Louang, Laos) je laoský římskokatolický kněz, biskup, a od roku 2017 kardinál. Jeho jmenování kardinálem oznámil papež František 21. května 2017, odznaky své hodnosti převzal během veřejné konzistoře 28. června téhož roku.